# Phenacoccus vaccinii
Phenacoccus vaccinii är en insektsart som först beskrevs av Danzig 1960.  Phenacoccus vaccinii ingår i släktet Phenacoccus och familjen ullsköldlöss. Inga underarter finns listade i Catalogue of Life.